# Halecium linkoi
Halecium linkoi är en nässeldjursart som beskrevs av Antsulevich 1980. Halecium linkoi ingår i släktet Halecium och familjen Haleciidae. Inga underarter finns listade i Catalogue of Life.